# Cissa del Sussex
Cissa del Sussex (fl. VI secolo) fece parte di un'invasione anglosassone che attraccò con tre navi nei pressi di un luogo chiamato Cymenshore nel 477. L'invasione era guidata dal padre di Cissa, Aelle del Sussex insieme ad altri due suoi fratelli, si dice che abbiano combattuto aspramente contro i Britanni e la loro conquista in quel che poi diverrà il Regno del Sussex si espresse in diversi scontri. Uno fu la Battaglia di Mercredesburne e un'altra nel 491 combattuta presso Pevensey. La fonte principale per la sua storia è la Cronaca anglosassone, una serie di racconti scritti in Lingua inglese antica, una cronaca di molto posteriore giacché vide la luce durante il regno di Alfredo il Grande circa 400 anni dopo. Uno dei propositi della cronaca era quello di dare un'ascendenza ai re del Regno del Wessex, diversi "fatti" raccontati hanno potuto essere sottoposti a una verifica, ma non quelli riguardanti la storia di Cissa. Si sa che gli Anglosassoni si stabilirolo nel Sussex orientale nel V secolo, ma, si crede, non a Cymensora, almeno per quel che la si può localizzare.
La città di Chichester, che la cronaca Anglosassone da "battezzata" nell'895 si crede abbia preso il nome da Cissa

## Biografia
Cissa del Sussex nacque in data imprecisata da Aelle del Sussex e la Cronaca anglosassone lo fa apparire sulla scena nel 477 quando con il padre e altri tre fratelli arriva in un posto chiamato Cymenshore (tradizionalmente collocato nell'area attorno a Selsey). Secondo la Cronaca Aelle e i figli combatterono tre aspre battaglie contro i Britanni nel 477, 485 e 491, tutte terminate con il massacro delle popolazioni locali. La cronaca venne compilata nella città del Wessex di Winchester e completata nell'891 venendo poi distribuita in diversi monasteri del paese perché venisse ricopiata e tratta della storia anglosassone dalla metà del V secolo fino al 1154. I documenti scritti prima della Conquista normanna dell'Inghilterra sono in Lingua inglese antica, mentre quelli posteriori tendono ad essere in latino e venne commissionata originariamente da Alfredo il Grande diversi secoli dopo gli avvenimenti narrati tanto che gli eventi più antichi sono tutt'altro che affidabili. Le fonti usati per narrare quel che accadde nel V secolo sono oscure, tuttavia un'analisi dei testi mostra diverse convenzioni poetiche quindi è plausibile che si sia attinto a generi derivanti dalla tradizione orale come le saghe e i poemi epici. La cronaca nasce, fra le altre cose, come strumento di propaganda si voleva infatti produrre un'illustre genealogia per i re del Regno del Wessex per porli in buona luce e il Regno del Sussex venne assorbito da questo durante il regno di Egberto del Wessex.
Non vi sono prove archeologiche che supportino l'esistenza di Cissa e dei suoi famigliari nell'area di Chichester o Selsey e l'assenza delle prime tombe anglosassoni in quelle stesse aree paiono indicare che i Sassoni vi giunsero soltanto un centinaio di anni dopo il periodo in cui vi avrebbe dovuto vivere Cissa. Qualcuno ha suggerito che Chichester facesse parte di un'area britannica indipendente, nota come Britannia postromana, tuttavia nel tardo V secolo non si trovano prove archeologiche o toponomastiche che supportino questa tesi. In più solo due dei primi oggetti di manufattura anglosassone sono stati trovati nei pressi del fiume Arun e sono databili al VI secolo e non a quello precedente di Cissa, uno di questi è un lungo fermaglio trovato in un cimitero nei pressi della zona di St. Pancras. Il fatto che sia un solo oggetto isolato sembra quindi suggerire che sia appartenuto a una donna sassone che morì presso i britanni e non a un insediamento anglosassone vero e proprio.
Per altro non esistono fonti anglosassoni che citino Cissa come re del Sussex. Il cronista dell'VIII secolo Beda il Venerabile asserisce che Aelle fu il primo re ad avere l'Imperium o la signoria, su altri regni anglosassoni, ma non fa menzione di Cissa o di altri suoi figli. La prima fonte scritta che cita Cissa come re del Sussex è da ricondurre a Enrico di Huntingdon che scrisse fra il 1130 e il 1154, Enrico attinse ampiamente da Beda e il cronista del XIII secolo Ruggero di Wendover attinse a sua volta da Enrico e si può pensare che entrambi avessero accesso a materiale storico ormai perduto. Entrambi asseriscono che Aelle venne succeduto da Cissa ed arrivano anche a fornire la data di morte di quest'ultimo che pone al 590, decisamente un lasso di tempo troppo ampio giacché egli era arrivato, in teoria, nel Sussex, 123 anni prima.